# Церковно-археологічний музей при Київській духовній академії
Церковно-археологічний музей при Київській духовній академії — перший в Російській імперії церковний музей. Заснований в 1872 р. з ініціативи Церковно-археологічного товариства, він став водночас прообразом для інших музеїв такого типу та першим київським загальнодоступним музеєм.

## Історія
Ініціаторами заснування музею були викладачі духовної академії, відомі київські історики того часу В. Б. Антонович, П. Г. Лебединцев та інші, а також представники православного духовенства всіх українських єпархій. Разом з музеєм була утворена спеціальна Церковно-археологічна комісія, яка мала вишукувати, збирати та проводити експертизу експонатів, що надходили до музею. Через деякий час Комісія була перетворена на Церковно-археологічне, а згодом Церковно-історичне та археологічне товариство. Товариство досліджувало не тільки церковну історію України, але й інші фундаментальні історичні питання. Діяльність Товариства сприяла розвитку Церковно-археологічного музею.

## Формування фондів музею
За першим статутом музею, що був затверджений на початку 1873 року, у музеї створили 5 відділів:
- рукописів та різноманітних рукописних актів;
- стародруків і гравюр;
- церковної архітектури,
- живопису та скульптури;
- церковного начиння.

Статут передбачав три способи придбання експонатів: покупка, обмін та пожертвування. Експонати мали надходити з академічної бібліотеки, церковних та монастирських різниць і бібліотек, приватних колекцій. Фінансування музею складалося з добровільних грошових внесків академічної професури, представників духовенства та любителів церковної давнини.
Фінансуванням музею було недостатнім, тому обміном та за гроші до музею надійшло обмаль предметів. Проте саме завдяки добровільним внескам склалася не численна, але найцінніша колекція християнських культових старожитностей. Вона, за оцінкою фахівців, була багатша та різноманітніша, ніж більшість подібних європейських зібрань того часу.
Значний внесок у поповнення фондів музею внесли: Порфирій Успенський — подарував музею свою славетну збірку з 42-х давніх ікон з Сипаю, Афону, Єрусалиму; V—XI століть, серед яких було декілька енкаустичних ікон V—VI століть; архімандрит Антонін Капустін — передав серед іншого знамениті «Київські глаголичні листки» відомого мандрівника О. М. Муравйова, що заповів музею 190 культових предметів та бібліотеку в 1740 томів; М. О. Леопардов — залишив музею всю свою колекцію священних предметів — понад 9 тисяч експонатів, княгиня Є. П. Демідова-Сан-Донато — передала колекцію у 200 екземплярів церковних коштовностей; перший голова Київського Церковно-археологічного товариства Філарет Гумілевський — на всі свої збереження купив для музею велику колекцію (понад 200 екземплярів) старовинних ікон, головним чином, північно-східного письма. Не менш цінні внески, хоча й не такі численні, робилися іншими любителями української церковної давнини.
Колекція рукописних книг і документів музею складалася з матеріалів до церковної історії та археології, богослов'я, філософії, літератури, права, медицини, збірників документів.

## Розміщення експонатів
Експонати музею спочатку розміщувалися у двох невеликих кімнатах при академічній бібліотеці, а з 1878 року у восьми залах першого поверху Мазепинського корпусу. На початок XX ст. музей накопичив близько 30 тисяч пам'яток духовної та матеріальної культури. Вони були тематично розподілені по дванадцяти відділах:
1. Первісні та історичні старожитності, переважно дохристиянського характеру;
2. Знімки з архітектурних будівель, будівельні матеріали, гравіювальні дошки, акварелі, гравюри, літографії;
3. Муравйовська колекція старожитностей та святинь;
4. Принаддя християнського богослужіння й обрядів;
5. Ікони, образки, хрестики;
6. Філаретівська (колишня Сорокінська) колекція ікон;
7. Картини та портрети;
8. Статуї;
9. Пам'ятки медального мистецтва;
10. Зразки письма та друку;
11. Бібліотека музею;
12. Леопардівська колекція.

## Наукові дослідження музею
Одночасно проводилася робота із систематизації, інтерпретації та наукового дослідження пам'яток; результати досліджень окремих експонатів і колекцій періодично публікувалися в працях Київської духовної академії.
Керував музеєм за весь час його існування (майже 50 років) видатний український історик, академік М. І. Петров. У 1912—1915 роках він видав п'ять випусків «Альбомов достопримечательностей Церковно-археологического музея при Киевской духовной академии» в яких було зібрано відомості про всі унікальні християнські культові пам'ятки з колекції музею.
Церковно-археологічний музей ліквідували в 1919 році. А перед цим 1915 року найцінніші експонати релігійного характеру були відправлені до Казанської духовної академії. Повернулися вони до Києва вже після Громадянської війни. Кілька років вони лежали нерозпакованими в приміщенні колишньої Академії, а в 1922 році були передані до Музею культу і побуту, що створювався тоді на території Києво-Печерської лаври.